# بيل بيشوب
بيل بيشوب (بالإنجليزية: Bill Bishop)‏ هو لاعب كرة قاعدة أمريكي، ولد في 27 ديسمبر 1869 في آدامزبرغ في الولايات المتحدة، وتوفي في 15 ديسمبر 1932 في شيكاغو في الولايات المتحدة.

## وصلات خارجية
- بيل بيشوب على موقعبيزبول رفرنس.كوم (الدوري الرئيسي) (الإنجليزية)
- بيل بيشوب على موقعبيزبول رفرنس.كوم (الدوري الثانوي) (الإنجليزية)
- بيل بيشوب على موقع مشجعي الرسوم البيانية (الإنجليزية)